# سازوکار

سازوکار کار کردن قلب

سازوکار یا مِکانیسم (به فرانسوی: Mécanisme) دستگاهی برای تبدیل نیروهای ورودی به نیروهای خروجی مورد نظر است. همچنین سازوکار، روالی است که برای انجام هدفی بر پا می‌شود. این روال با پاره‌های تشکیل‌دهنده‌اش را معمولاً به گونه‌ای جای‌گذاری می‌کنند که مجموعهٔ پدید آمده، کمابیش خودبه‌خود و تکراری کار مورد نظر را انجام دهد.
سازوکار به زبان ساده به مجموعه‌ای از اجزا گفته می‌شود که حرکت را تبدیل یا منتقل کنند، یا باعث حرکت یک جسم شوند.

## روش‌ها

سازوکار چرخ‌دنده

سازوکارها به‌طور کلی از یکی از روش‌های زیر کمک می‌گیرند:
- حرکت قطعات: چرخ‌دنده، تسمه، زنجیر، بادامک، پیرو و بازو …
- سامانه اصطکاکی: ترمز و کلاچ ...
- ساختار اجزا: قاب، بست، بیرینگ، فنر و کاسه‌نمد ...
- عناصر مخصوص: پین، خار و هزار خار …قلب